# Радиотехнические войска ПВО СССР

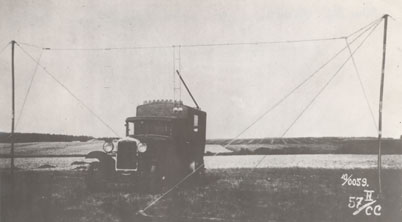
Передатчик РЛС РУС–1 «Ревень».
1939 год

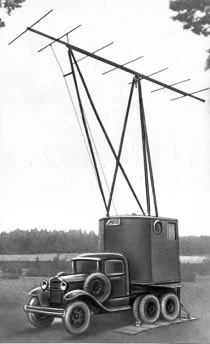
РЛС РУС–2 «Редут».
1940 год

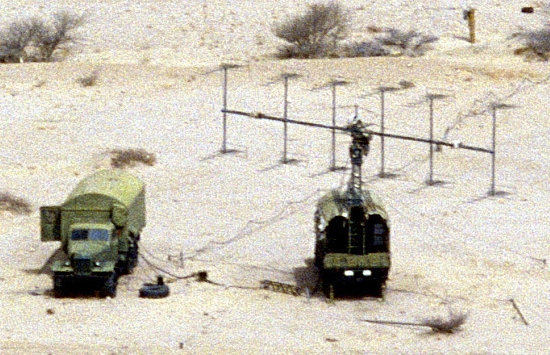
П-12 «Енисей» — двухкоординатная РЛС метрового диапазона.
На вооружение с 1956 года

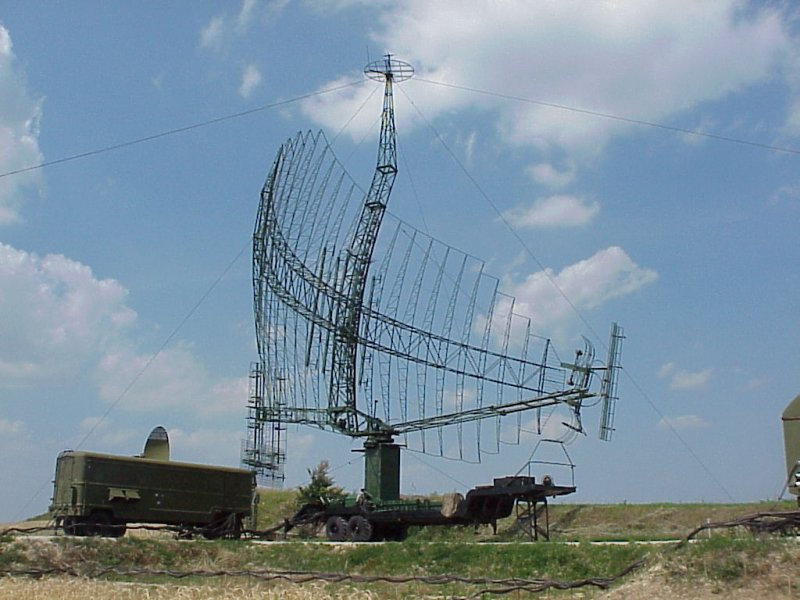
П-14Ф «Лена» — двухкоординатная РЛС метрового диапазона раннего обнаружения.
На вооружение с 1959 года

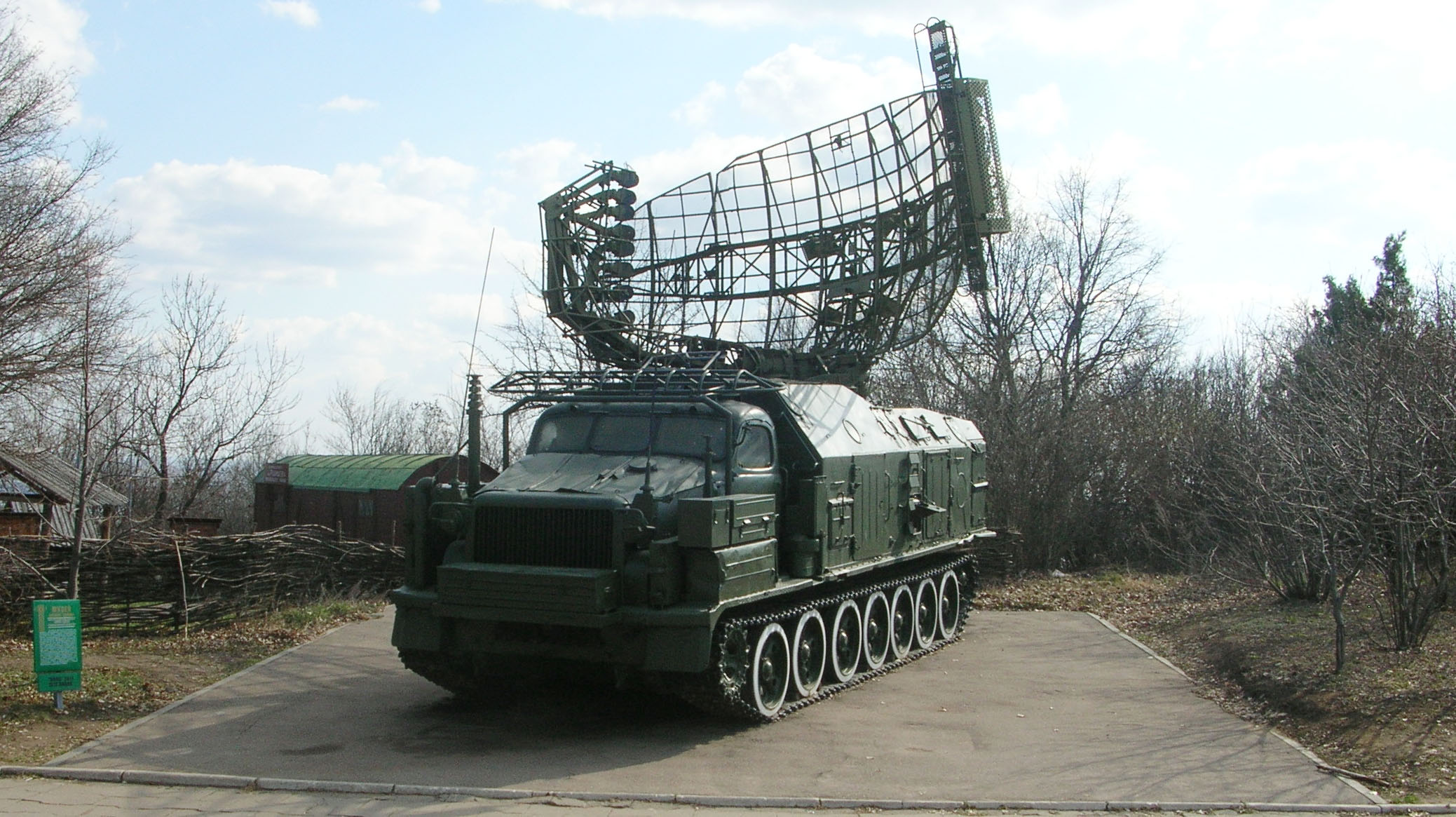
П-40 — подвижная станция обнаружения целей из состава ЗРК 2К11 «Круг».
На вооружение с 1965 года

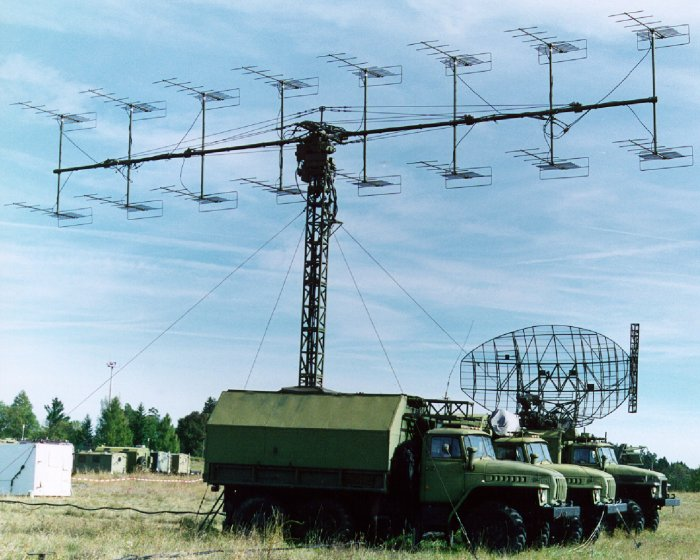
П-18 «Терек» — двухкоординатная РЛС кругового обзора метрового диапазона.
На вооружение с 1971 года

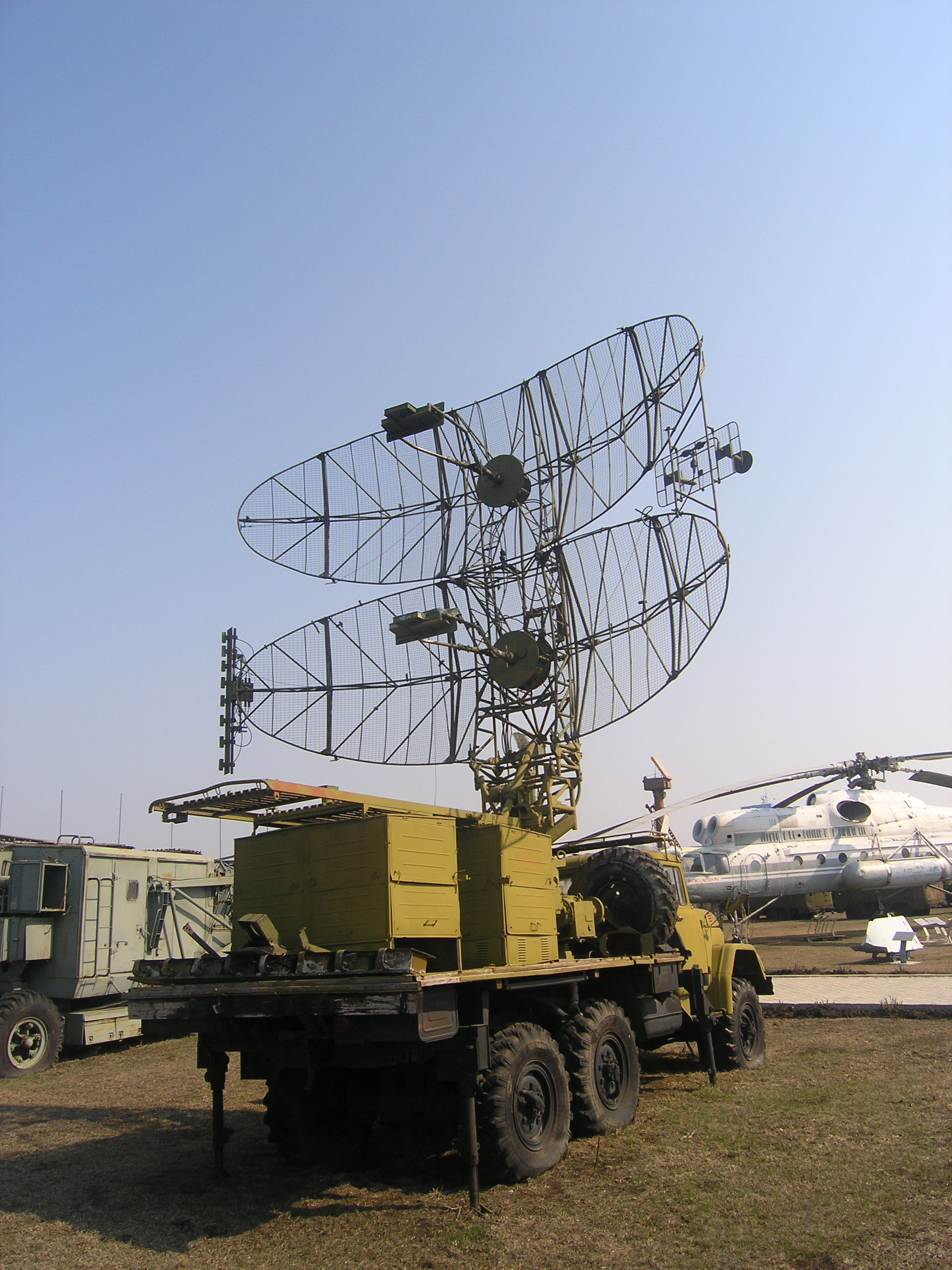
П-19 «Дунай» - двухкоординатная РЛС дециметрового диапазона.
На вооружение с 1974 года

Радиотехнические войска Войск противовоздушной обороны СССР (РТВ ПВО СССР) — род Войск ПВО Вооружённых Сил СССР, выполнявший задачи по радиотехническому обеспечению зенитно-ракетных войск и истребительной авиации в составе Войск ПВО СССР.

## История
Свою историю Радиотехнические войска ведут от Войск ВНОС (Войска воздушного наблюдения, оповещения и связи), которые были созданы в апреле 1918 года.

### Радиолокация в Войсках ВНОС
Первоначально Войска ВНОС осуществляли контроль воздушного пространства наблюдением через оптические приборы и прослушиванием через примитивные усилители звука, которыми улавливался шум авиационных двигателей. С 1933 года начали научно-конструкторские работы по радиолокации летательных аппаратов. 
В начале 1934 года группа сотрудников Центральной радиолаборатории во главе с Коровиным Ю. М. осуществили эксперимент, в ходе которого были зафиксированы отражённые радиосигналы от самолёта на расстоянии в 70 километров. В июле того же года были осуществлены испытания аппаратуры радиообнаружения самолетов «Рапид» с дальностью обнаружения до 3 километров.
К 1938 году была создана первая в мире радиолокационная станция РУС-1 (шифр «Ревень»), которая была на боевой практике опробована в ходе советско-финской войны 1939—1940 годов. Сокращение «РУС» раскрывалось как «радиоулавливатель самолетов».
К осени 1939 была создана РЛС РУС-2 (шифр «Редут»), которая поступила на вооружение в июле 1940 года и нашло широкое применение в годы Великой Отечественной войны для обнаружения германской авиации и наведения на них истребителей противовоздушной обороны.
В организационном порядке Войска ВНОС с декабря 1938 года были подчинены Начальнику Управления ПВО РККА, а в структуре военных округов – помощникам командующих войсками по противовоздушной обороне.
В годы Великой Отечественной войны формирования располагавшие РЛС РУС-2 были представлены отдельными радиотехническими батальонами в составе дивизий ПВО и корпусов ПВО.
По окончании Великой Отечественной войны бурное развитие и совершенство радиолокационных станций оставило за ненадобностью приборы оптического контроля и звукового контроля воздушного пространства, которые постепенно снимались с оснащения Войск ВНОС. 
В апреле 1946 года в составе Штаба Войск ПВО страны была создана служба Начальника ВНОС Войск ПВО страны. 
15 декабря 1951 года Совет министров СССР поручил Военному министерству задачу по созданию единой радиолокационной системы, которая должна надёжно была обеспечить обнаружение воздушных целей, оповещение и наведение на них средств противовоздушной обороны.

### Создание рода войск
15 января 1952 года вышла директива Военного министра СССР согласно которой все формирования располагавшие радиолокационными станциями объединялись со средствами службы Войск ВНОС и на этой основе были созданы Радиотехнические войска ВНОС (РТВ ВНОС).
30 июня 1954 года была введена должность командующего родом войск — Начальник радиотехнических войск ВНОС. С этой даты Радиотехнические войска стали самостоятельным родом войск в составе Войск ПВО страны. К началу 1955 года все посты визуального наблюдения, состоявшие в штатах частей ВНОС вдоль государственной границы, были заменены радиолокационными подразделениями.
17 апреля 1956 года Радиотехнические войска ВНОС были переименованы в Радиотехнические войска ПВО страны (РТВ ПВО) с введением соответствующей должности — Начальник радиотехнических войск ПВО страны.
К окончанию 1950-х годов в Войсках ПВО страны было завершено создание трёх родов войск: Авиация ПВО, Зенитные ракетные войска и Радиотехнические войска.

### Организационная структура радиотехнических войск
Организационная структура РТВ ПВО страны сложившаяся во второй половине 1950-х годов, оставалась практически неизменной до самого распада СССР.
Радиотехнические войска были представлены воинскими частями и соединениями входившими в состав дивизий ПВО и корпусов ПВО, которые в свою очередь входили в состав отдельных армий ПВО (11 объединений) и округов ПВО (Московский и Бакинский). В 1986 году из двух существовавших округов ПВО остался только Московский округ ПВО.
Особой строкой в Войсках ПВО СССР следует выделить единственное существовавшее за всю её историю объединение радиотехнических войск, которое было  создано в 1977 году — это 3-я отдельная армия предупреждения о ракетном нападении особого назначения. Данное объединение осуществляло задачу загоризонтного дальнего радиолокационного обнаружения пуска и полёта стратегических ракет вероятного противника и задачу по слежению за космическим пространством. К 1989 году на его вооружении находилось 11 загоризонтных РЛС. 
Первоначально с 1950-х годов в каждой из дивизий ПВО в единственном числе создавались радиотехнические полки, которые состояли от 2 до 3 отдельных радиотехнических батальонов либо от 6 до 10 отдельных радиотехнических рот. В последующем в 1970-е и 1980-е годы некоторые полки были развёрнуты в радиотехнические бригады, которые также в единственном числе входили в состав дивизий ПВО и корпусов ПВО. Бригады отличались от полков большим количеством батальонов (от 4 до 6). Всего на последней стадии существования ВС СССР в составе РТВ ПВО страны находилось 36 отдельных радиотехнических бригад и 29 радиотехнических полков.
Также радиотехнические войска были представлены подразделениями в штате воинских частей и соединений Зенитно-ракетных войск и Авиации ПВО. В составе каждого зенитно-ракетного дивизиона из зенитно-ракетной бригады или зенитно-ракетного полка, имелось радиотехническое подразделение располагавшее РЛС различного типа.

## Западная оценка особенностей РТВ ПВО СССР
По оценке западных экспертов РТВ ПВО СССР отличались от аналогичных войск в западных государствах подходом к техническому оснащению войск. 
Принципиальным отличием при модернизации вооружения было сохранение на боевом дежурстве устаревших типов РЛС. По мнению экспертов устаревшие системы раннего предупреждения по-прежнему дополняли радиолокационный охват и создавали резерв для более совершенных моделей, что существенно усложняло воздушную атаку на подобную систему ПВО, поскольку для выполнения одной цели самолёту вероятного противника приходилось заглушать не один радар, а несколько, которые вероятно могли работать в разных частотных диапазонах радиоволн. Данный фактор по их мнению затруднял радиоэлектронную борьбу с системой ПВО СССР. 
Также по оценке западных экспертов ранние недостатки бортовых радиолокаторов истребителей ПВО, делали пилотов чрезвычайно зависимыми от наземных подразделений радиотехнических войск при наведении на воздушного противника.

## Вооружение РТВ ПВО СССР
Совершенствование вооружения Радиотехнических войск ПВО СССР разделяют на 4 этапа, первый из которых начинается с 1930-х годов и относится к радиолокационным формированиям Войск ВНОС.

### Первый этап. 1938—1946
На первом этапе в войска ВНОС поступали РЛС метрового диапазона волн РУС-1 («Ревень»), которые были многопозиционными и могли засекать пролёт самолета через линию «передатчик – приемник». Всего было выпущено 44 комплекта РЛС.
В 1940 году на смену пришла первая импульсная РЛС РУС-2, которая обладала разрешением по дальности и имела два варианты установки РЛС («Редут» на автомобилях и «Пегматит» – на прицепах). РЛС РУС-2 стали основными РЛС разведки воздушного противника в годы Великой Отечественной войны. 
К 1944 году была разработана трёхкоординатная РЛС П-3А, которая могла замерять высоту цели с помощью двухъярусной антенны и гониометра.
Первый этап характеризуется первоначальным развитием радиолокационных станций.

### Второй этап. 1946—1962
На данном этапе развития характерно освоение в радиолокации сантиметрового диапазона.
Первыми образцами сантиметровых РЛС стали введённая на вооружение Войск ВНОС в 1949 году «Обсерватория» П-50 и в 1951 году «Перископ» П-20. В РЛС появились индикаторы кругового обзора с яркостной отметкой и секторных, повысился рост дальности обнаружения и высоты обнаружения целей, повысилась точность радиолокационных измерений координат. Были созданы системы защиты от пассивных помех, перестройки по частоте передатчиков РЛС.
В 1956 году на вооружение была принята РЛС П-30, а в дальнейшем дальномеры П-35, П-37, 1Л-118 «Лира», которые отличались от зарубежных аналогов простотой реализации, надёжностью при высоких значениях тактико-технических характеристик.
Одновременно с РЛС сантиметрового диапазона на вооружение поступали РЛС метрового диапазона. Так в 1950 году был принят П-8, а в 1956 году П-10 и П-12.
Также на втором этапе на вооружение были приняты РЛС промежуточного дециметрового диапазона. В 1956 году была принята П-15 для маловысотного поля, и комплексы РЛС «дальномер-высотомер» П-35 и ПРВ-10. В 1962 году была принята РЛС П-80 «Алтай» с высотомером ПРВ-11.
Из мощных РЛС метрового диапазона в 1962 году была принята П-14 метрового диапазона с зеркальной антенной большого размера. 
В 1962 году была введена первая общегосударственная система радиолокационного опознавания «свой-чужой» — «Кремний-2М», которая была установлена на все РЛС.

### Третий этап. 1962—1977
С 1962 года начинается третий этап развития вооружения для которого характерно сразу несколько факторов:
- увеличение средней мощности, сложности модуляции и улучшение степени когерентности зондирующих сигналов;
- улучшение качества и рост размеров антенных систем РЛС;
- внедрение комплекса методов и технических средств защиты от помех, включая адаптивных;
- развитие системы пассивной локации постановщиков активных помех;
- автоматизация процессов извлечения, сбора, обработки и передачи радиолокационной информации.

В этот период радиотехнические войска получали через определённый период более совершенные образцы радиовысотомеров: 
- для высотных целей — ПРВ-11 (1962 год), ПРВ -13 (1969 год), ПРВ-17 (1975 год)
- для маловысотных целей –  ПРВ-9, ПРВ-16.

Основной принцип работы РЛС на третьем этапе стал комплекс («РЛДр+ПРВ») — объединивший работу радиовысотомера (ПРВ) и радиолокационного дальномера (РЛДр).
Основным радиолокационным комплексом (РЛК) радиотехнических войск стал принятый в 1972 году РЛК 5Н87, который имел высокую дальность и высоту обнаружения целей и обладал помехозащищенностью. В 1980-е года в радиотехнические войска поступала его модернизированная модификация РЛК 64Ж6. 
В 1969 году на базе РЛС П-14  была создана специальная РЛС большой дальности П-70 «Лена-М», на котором впервые был применён сложный линейно-частотно-модулированный (ЛЧМ) зондирующий сигнал, благодаря которому РЛС получила высокий энергетический потенциал.
Также в третий период в целях выноса рубежей радиолокационной разведки в морские и океанские просторы, была создана РЛС специального назначения «Лиана», которая была установлена на самолёте Ту-126, что позволяла обследовать воздушное пространство на дальности до 2000 километров от побережья.
Для установки в удалённых районах были созданы РЛС П-95 «Буг» и П-96 «Оскол» которые устанавливались для надёжности с радиопрозрачными укрытиями для антенн. 

### Четвёртый этап. 1977—1992
Четвертый этап развития радиолокационной техники обусловлен новыми техническими возможностями и повысившимися требованиями к информативности, помехозащищенности и живучести РЛС радиотехнических войск. 
Данные требования стали причиной отказа от комплексов в которых сообща действовали радиовысотомеры и радиолокационные дальномеры. По этим причинам пришлось отказаться от комплексов типа «РЛДр+ПРВ» и повторно вернутся к трёхкоординатным РЛС кругового обзора. При этом был выбран другой подход заключавшийся в использованием многоканальности в угломестной плоскости. 
В 1978 году была принята на вооружение трёхкоординатная дециметрового диапазона РЛС дальнего обнаружения 5Н69 (СТ-67) с антенной из двух зеркал больших размеров. В 1979 году была освоена трёхкоординатная РЛС маловысотного поля 5Н59 а в 1981 году РЛС 19Ж6. Данные комплексы были выполнены с широким применением цифровой техники обработки сигнала и радиолокационной информации. 
В 1978 году для радиотехнических войск на горных позициях поступила на вооружение РЛС 5У75 «Перископ-В». Её модернизированная версия 57У6 поступила в войска в 1984 году. Данные системы могли управляться дистанционно, имели автоматический контроль технического состояния и цифровую фильтрацию сигналов. 
В 1977 году на оснащение войск поступила практически полностью цифровая аппаратура наземного радиолокационного запросчика (НРЗ) «свой—чужой» системы «Пароль».
В 1982 году на вооружение поступила трёхкоординатная РЛС метрового диапазона 55Ж6 «Небо».
В общих чертах, четвёртому этапу развития вооружения радиотехнических войск характерно отличие от предыдущих этапов уровнем технологии и обеспечиваемым ею принципиальным возможностям построения совершенных РЛС.

## Командующие радиотехническими войсками ПВО СССР
С начала учреждения должности 30 июня 1954 года и до 17 апреля 1956 года, она называлась Начальник радиотехнических войск ВНОС.  
- - генерал-лейтенант Стрельбицкий Иван Семёнович (1954—1956),
  - генерал-лейтенант Московченко Николай Николаевич (1956—1961),
  - генерал-лейтенант Дружинин Валентин Васильевич (1961—1966),
  - генерал-майор Гичко Георгий Александрович (1966—1968),
  - генерал-лейтенант Береговой Михаил Тимофеевич (1968—1983),
  - генерал-лейтенант Сечкин Николай Владимирович (1983—1987),
  - генерал-лейтенант Дубров Григорий Карпович (1987—1992).